# Basílica de los Santos Cirilo y Metodio
La Basílica de los Santos Cirilo y Metodio (en inglés: Basilica of Saints Cyril and Methodius) Es una basílica menor de la iglesia católica situada en Danville, Pennsylvania, Estados Unidos dentro de la diócesis de Harrisburg. Es principalmente la capilla del convento de las Hermanas de los Santos Cirilo y Metodio en su casa madre, la Villa del Sagrado Corazón.
Las hermanas construyeron su capilla durante la Gran Depresión. Las hermanas eran en gran medida las hijas de los campesinos europeos y los inmigrantes de la clase trabajadora. Las personas cuyas donaciones pagaron por la capilla eran personas similares que trabajaban en minas de carbón, fábricas de acero, fábricas y granjas. La capilla románica del renacimiento fue dedicada el 17 de octubre de 1939. Fue renovado extensivamente en 1989. El papa Juan Pablo II decretó el 30 de junio de 1989 que la capilla de los santos Cirilo y Metodio fuese elevada al estatus de una basílica menor.